# Verfassungsreferendum auf den Komoren 2009
Das Verfassungsreferendum auf den Komoren 2009 fand am 17. Mai 2009 statt. Die Wähler sollten über eine neue Verfassung abstimmen, die nach Meinung ihrer Befürworter die Regierungsbürokratie der Inseln reduzieren sollte, nach Ansicht ihrer Gegner jedoch eine Gefahr für die Demokratie im Land und die Autonomie der Hauptinseln darstellte. Nach einem Boykottaufruf der Opposition wurde bei einer Wahlbeteiligung von knapp über 50 % der Stimmen die neue Verfassung mit 93,9 % Zustimmung angenommen.

## Änderungen durch die neue Verfassung
Die alte Verfassung von 2001 war der auch finanziell sehr aufwendige Versuch, einen politischen Ausgleich zwischen den drei Hauptinseln des Landes herzustellen. Jede Insel hatte ein halbautonomes Parlament mit einem Präsidenten an der Spitze und die Präsidentschaft des Gesamtstaates rotierte zwischen den Inseln.
Die durch das Referendum angenommene Verfassung sieht demgegenüber folgende Veränderungen vor:
- Aus den Präsidenten der Hauptinseln werden Gouverneure mit geringeren Einflussmöglichkeiten[3]
- Die Minister der Einzelinselregierungen verlieren ihren Rang und werden zu Beauftragten[4]
- Von den 33 Sitzen des Gesamtparlamentes werden nur noch 9 Sitze indirekt durch die Parlamente der Hauptinseln besetzt (gegenüber 15 nach der alten Verfassung) und 24 Sitze direkt gewählt (gegenüber 18 nach dem alten System)[5]
- Die Amtszeit des Präsidenten sollte auf fünf (statt vier) Jahre ausgedehnt werden.[6]
- Der Präsident erhielt das Recht, das Parlament aufzulösen[7]
- In der neuen Verfassung wird der Islam zur Staatsreligion erklärt[8][9]

Die besonders kritisierte Verlängerung der Amtszeit des Präsidenten, die Neuwahlen erst 2011 nötig gemacht hätten,  wurde vom Verfassungsgericht im Mai 2010 widerrufen, so dass die nächste Präsidentschaftswahl auf den Komoren turnusmäßig 2010 stattfand und Präsident Ahmed Abdallah Sambi sich nicht erst 2011 zur Wiederwahl stellen musste. Die Parlamentswahlen auf den Komoren 2009 fanden jedoch nach den Vorgaben der neuen Verfassung statt.